# Haliplus punctatus
Haliplus punctatus är en skalbaggsart som beskrevs av Aubé 1838. Haliplus punctatus ingår i släktet Haliplus och familjen vattentrampare. Inga underarter finns listade i Catalogue of Life.